# Texalium
Il Texalium è un tessuto in vetro-alluminio che ha un peso intorno ai 300g/m². Composto da un tessuto di base in fibra di vetro, realizzato con armatura a saia 2/2, e una sottile pellicola di copertura in alluminio di circa 200 angstroms di spessore. 
Usato per il suo aspetto estetico che produce una superficie argentata brillante.